# Delahaye Type 87

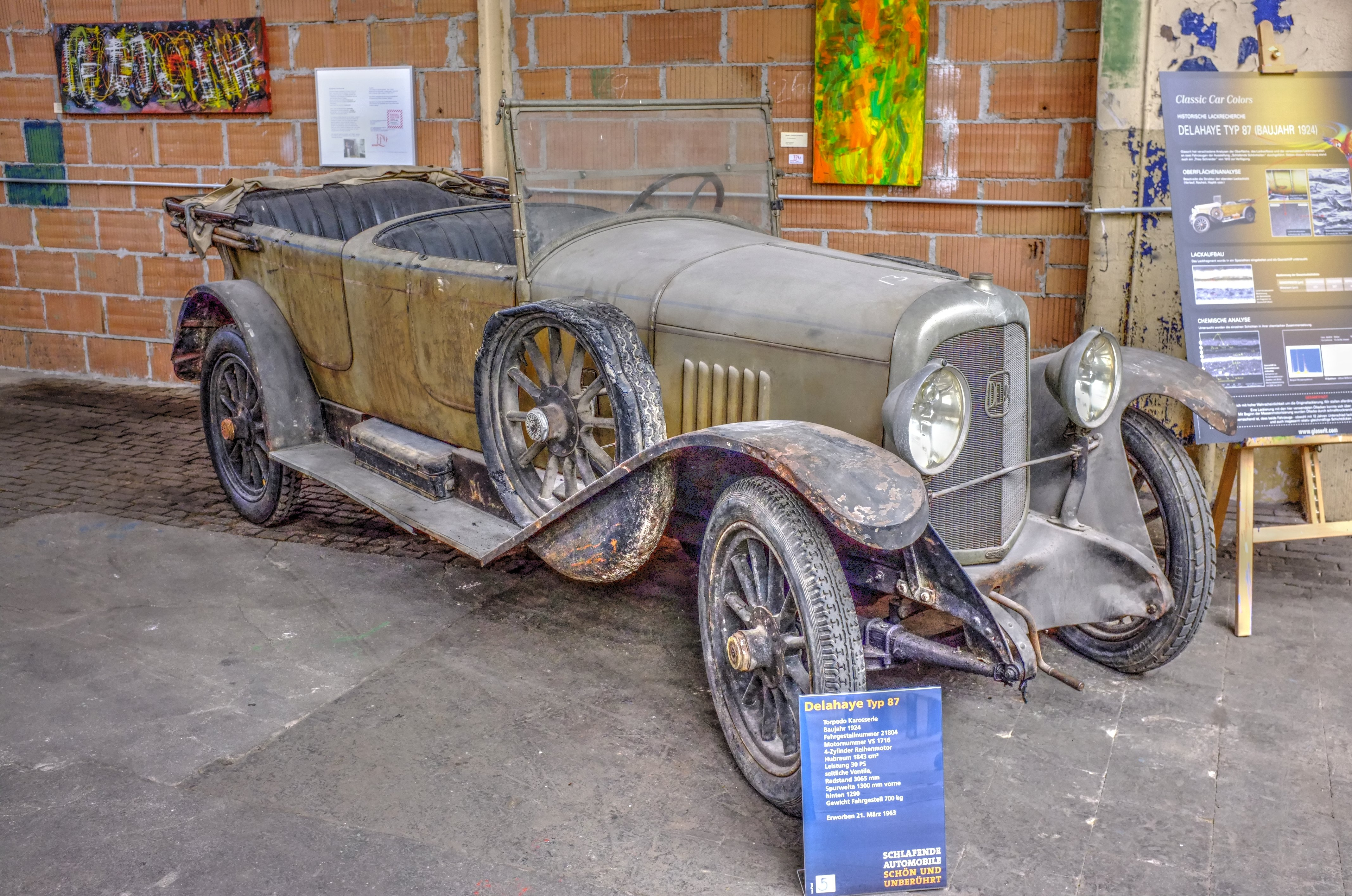
Dieser unrestaurierte Tourenwagen gehört der Cité de l’Automobile und war 2013 in einer Sonderausstellung in Kassel ausgestellt

Der Delahaye Type 87 ist ein Pkw-Modell aus den 1920er Jahren. Hersteller war Automobiles Delahaye in Frankreich.

## Beschreibung
Der Pkw wurde im Oktober 1921 auf dem Pariser Autosalon präsentiert und anschließend bis 1926 hergestellt.
Der Vierzylinder-Ottomotor war in Frankreich mit 10 CV eingestuft. Er hat 70 mm Bohrung, 120 mm Hub, 1847 cm³ Hubraum und leistet 30 PS. Er ist vorn im Fahrgestell eingebaut und treibt die Hinterachse an.
Der Radstand betrug in den ersten Jahren 297 cm und wurde 1926 auf 306 cm verlängert. Bekannt sind die Karosseriebauformen Tourenwagen und Limousine mit vier Sitzen. Insgesamt entstanden 3810 Pkw. Für ein erhaltenes Fahrzeug von 1924 sind 130 cm Spurweite, 395 cm Fahrzeuglänge, 162 cm Fahrzeugbreite und 700 kg Fahrgestellgewicht bekannt.
Der Type 87 i war ein davon abgeleitetes Nutzfahrzeug. Er war als Pick-up und Kastenwagen erhältlich. Die Nutzlast betrug zunächst 800 kg, später 1000 kg. Die Bauzeit war von 1924 bis 1928. Außerdem gab es Feuerwehrfahrzeuge.
Ein Tourenwagen von 1922 wurde 2013 auf einer Auktion angeboten, allerdings bei einem Schätzpreis von 28.000 bis 34.000 Euro nicht verkauft. Ein anderer Tourenwagen von 1923 erzielte 2017 auf einer Auktion anlässlich der Techno-Classica in Essen 38.250 Euro.